# Santo Antônio do Retiro
Santo Antônio do Retiro est une municipalité brésilienne de l'État du Minas Gerais et la microrégion de Salinas.